# Сара Тийздейл
Сара Тийздейл (на английски: Sara Teasdale) е американска поетеса, първата носителка на награда „Пулицър“ за поезия.

## Биография
Тийздейл е родена на 8 август 1884 в Сейнт Луис, Мисури. Като малка боледувала толкова много и трябвало да се обучава у дома до 9-годишна възраст, че тръгва на училище едва на 10 години. На 15 години постъпва в Мери Инститют, но на следващата година се мести в Хосмър Хол, където се дипломира през 1903 година. Първите си стихове Сара публикува в местния вестник „Рийдис Мирър“ през 1907 година. През същата година излиза и първата ѝ стихосбирка „Sonnets to Duse and Other Poems“.
Втората ѝ стихосбирка „Helen of Troy and Other Poems“ („Елена от Троя и други стихове“) излиза през 1911 година. Тя получава топъл прием от критиците, които хвалят лиричното майсторство и романтичната тематика, избрана от Тийздейл.
От 1911 до 1914 г. Тийздейл е обект на ухажване от няколко мъже, включително от поета Вачил Линдзи, но избира да се омъжи за дългогодишния си почитател Ърнст Филсингър на 19 декември 1914.
Третата стихосбирка на Сара Тийздейл, „Rivers to the Sea“ („Реки към морето“), е публикувана през 1915. Стихосбирката става бестселър, като няколко пъти излизат нейни допечатки. През 1916 г. семейството се мести да живее в Ню Йорк.
През 1918 година Тийздейл печели наградата „Пулицър“ за поезия за издадената през 1917 година четвърта нейна стихосбирка „Love Songs“ („Любовни песни“). Награда за поезия в рамките на наградите „Пулицър“ се присъжда за първи път през 1917 година благодарение на специален грант от Поетичното общество на САЩ, и въпреки че официално с това наименование съществува от 1922 година, е прието да се смята, че това е първото ѝ връчване.
Постоянните пътувания на Фелсингър по работа карали Тийздейл да се чувства много самотна. През 1929 година тя се мести за три месеца в друг щат, за да удовлетвори критериите, за да получи развод. Отказвала да разговаря с него освен по необходимост за бракоразводното дело, което за Филсингър било пълен шок. След развода Тийздейл се мести да живее само на две преки от старото си жилище в Сентръл Парк Уест. Подновява приятелството си с Линдзи, който към момента вече е женен с деца.
На 29 януари 1933 г. Сара Тийздейл се самоубива със свръхдоза сънотворни, две години след като и Линдзи се е самоубил. Погребана е в гробището Белфонтейн в Сейнт Луис.

## Произведения
- Sonnets to Duse and Other Poems (1907)
- Helen of Troy and Other Poems (1911)
- Rivers to the Sea (1915)
- Love Songs (1917)
- Flame and Shadow (1920)
- Dark of the Moon (1926)
- Stars To-night (1930)
- Strange Victory (1933)